# 내 딸 소란이
《내 딸 소란이》는 2003년 2월 21일에 MBC에서 방영한 베스트극장이다.

## 줄거리
평생을 남편의 바람기 때문에 속을 썩어온 복자는 딸 소란이 유부남과 사귀고 있다는 사실을 알고 충격을 받는다. 죄짓지 말고 당장 헤어지라는 복자의 말에 소란은 돌아보지도 않는 아버지에게 매달려 있었던 엄마의 왜곡된 ‘본처 인생’이야말로 죄라고 맞선다. 자신의 한많은 삶이 딸에게 유전될까봐 전전긍긍하는 모정과 엄마에게 고운 정보다 미운 정이 더 많은 딸의 이야기를 그린다.

## 등장 인물

### 주요 인물
- 김수미 : 박복자 역
- 서유정 : 소란 역

### 그 외 인물
- 정재곤 : 최재윤 역
- 박형선 : 최재윤의 아내 역
- 최민준
- 주부진
- 오협
- 전익령
- 장경희
- 이미선
- 이경미
- 송민주 : 최재윤의 딸 역